# Le tre sepolture
Le tre sepolture (The Three Burials of Melquiades Estrada) è un film del 2005 diretto e interpretato da Tommy Lee Jones, e scritto dallo scrittore e sceneggiatore messicano Guillermo Arriaga.

## Trama
In Texas Mike Norton, un poliziotto di frontiera statunitense, uccide, per errore, Melquiades Estrada, un immigrato clandestino messicano che lavora come cowboy. I superiori decidono di insabbiare la cosa e di dare a intendere che Melquiades abbia sparato per primo e costretto l'agente a difendersi. L'amico dell'uomo, Pete Perkins (Tommy Lee Jones), venuto a conoscenza della verità rapisce il poliziotto e lo costringe ad accompagnarlo nel villaggio di origine di Melquiades per seppellire là il suo cadavere.

## Incassi
- Budget 15 milioni $
- Box office 9 milioni $

## Riconoscimenti
Al Festival di Cannes 2005, Tommy Lee Jones ha vinto il premio per la migliore interpretazione maschile e Guillermo Arriaga per la migliore sceneggiatura. Nello stesso anno, al Flanders International Film Festival Jones ha vinto il Grand Prix per il film. Nel 2006, il cast ha vinto il Bronze Wrangler ai Western Heritage Awards.